# Porta Elisa
La Porta Elisa est une porte de ville faisant partie  des murailles de Lucques qui fait face à l'est. Elle tire son nom d'Élisa Bonaparte, princesse de Piombino et de Lucques.

## Historique
Dans le projet original des murs de Lucques, aucune porte n'était prévue du côté est des murs. En fait, c'était par là que l'on pouvait s'attendre à des attaques surprises, puisque la route directe vers la domination florentine du grand-duché de Toscane, c'est-à-dire la principale menace contre laquelle les murs étaient érigés, atteignait la ville précisément par ce côté.
Elle a été construite entre 1809 et 1811, pendant la domination napoléonienne. Il fut ainsi décidé d'ouvrir une nouvelle porte, non plus nommée d'après un saint comme les dénominations préexistantes, mais (selon la laïcité rigoureuse de l'époque) d'après la princesse de Lucques et Piombino, sœur de Napoléon Bonaparte.  
La porte, à trois arcs, présente une modeste ornementation néoclassique, un entablement d'ordre dorique avec des triglyphes et des métopes (non sculptés) soutenus par deux paires de colonnes d'ordre toscan. Un parapet bas est la seule partie du bâtiment qui s'élève légèrement au-dessus du niveau des murs. La maçonnerie de marbre blanc se détache fortement sur les briques rouges qui composent les murs.

## Galerie

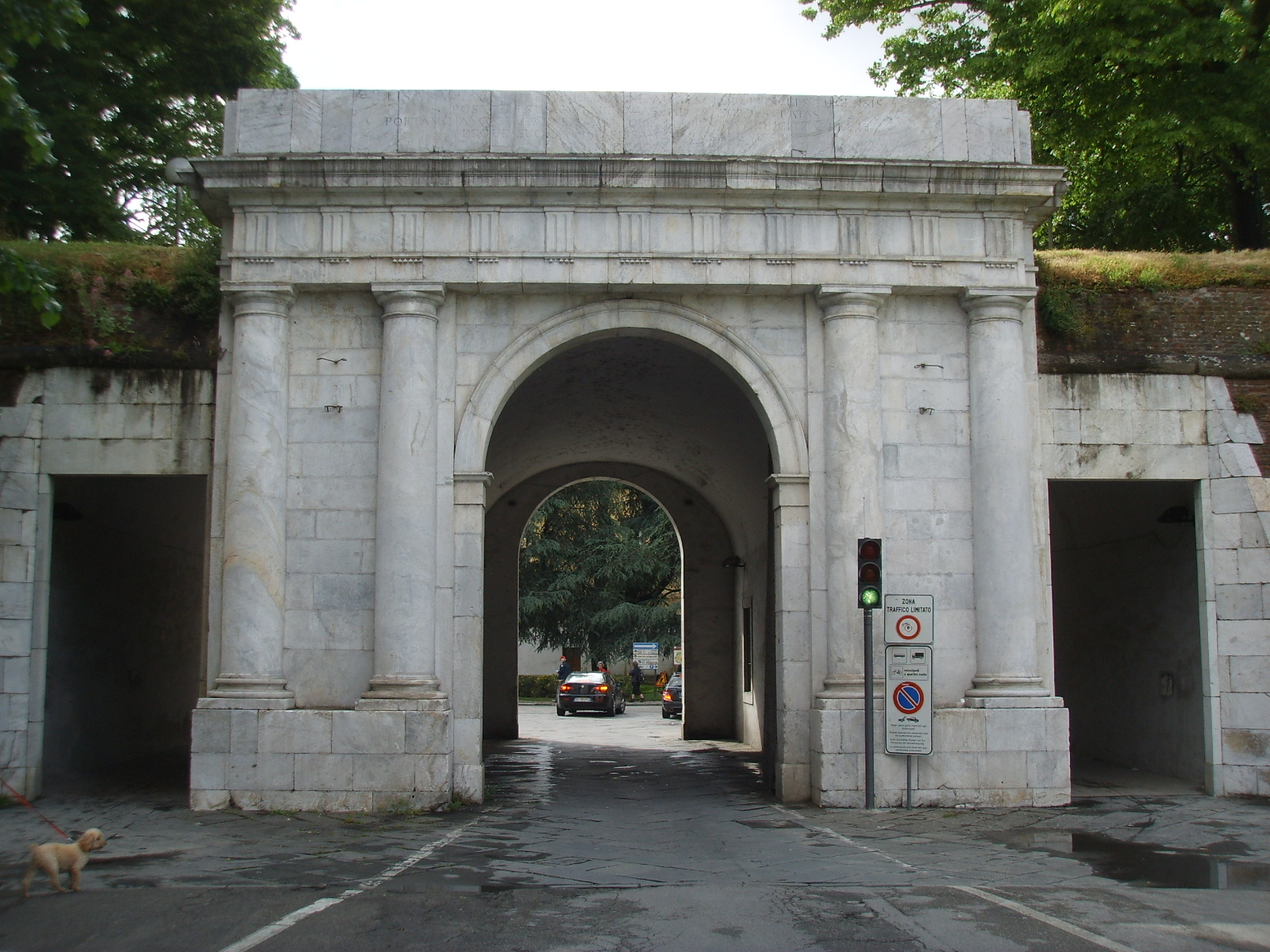
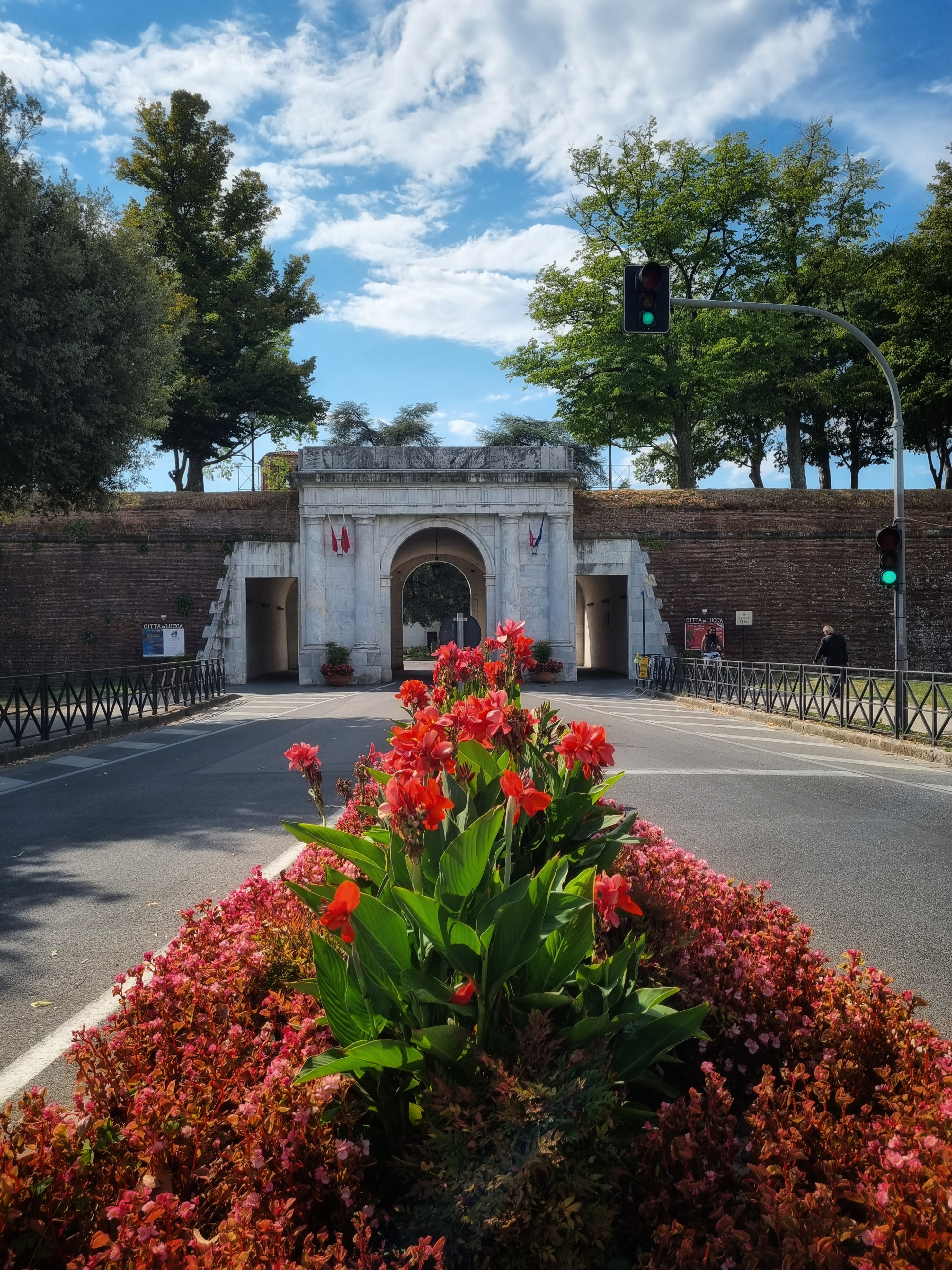